# Pallavolo ai Giochi della XXXI Olimpiade - Convocazioni alle qualificazioni al torneo femminile (FIVB - girone A)
Elenco delle giocatrici convocate per le qualificazioni mondiali di Giochi della XXXI Olimpiade (girone A).

## Corea del Sud
| N° | Nome           | Ruolo | Data di nascita  | Squadra           |
| -- | -------------- | ----- | ---------------- | ----------------- |
| -  | Lee Jung-chul  | All   | 27 marzo 1960    | -                 |
| 1  | Lee So-young   | S     | 17 ottobre 1994  | GS Caltex Seoul   |
| 3  | Lee Hyo-hee    | P     | 9 settembre 1980 | Hyundai Hillstate |
| 4  | Kim Hee-jin    | C     | 29 aprile 1991   | IBK Altos         |
| 5  | Kim Hae-ran    | L     | 16 marzo 1984    | Red Sparks        |
| 6  | Hwang Youn-joo | S     | 13 agosto 1986   | Hyundai Hillstate |
| 7  | Lee Jae-yeong  | S     | 15 ottobre 1996  | Pink Spiders      |
| 8  | Nam Jie-youn   | L     | 25 maggio 1993   | IBK Altos         |
| 10 | Kim Yeon-koung | S     | 26 febbraio 1988 | Fenerbahçe        |
| 11 | Kim Su-ji      | C     | 11 luglio 1987   | Pink Spiders      |
| 12 | Bae Yoo-na     | S/O   | 30 novembre 1989 | GS Caltex Seoul   |
| 13 | Park Jeong-ah  | S     | 26 marzo 1993    | IBK Altos         |
| 14 | Yang Hyo-jin   | C     | 14 agosto 1989   | Hyundai Hillstate |
| 15 | Kang Soh-wi    | S     | 18 luglio 1997   | GS Caltex Seoul   |
| 17 | Yeum Hye-seon  | P     | 3 febbraio 1991  | Hyundai Hillstate |

## Giappone
| N° | Nome             | Ruolo | Data di nascita   | Squadra           |
| -- | ---------------- | ----- | ----------------- | ----------------- |
| -  | Masayoshi Manabe | All   | 21 agosto 1963    | -                 |
| 1  | Miyu Nagaoka     | S     | 25 luglio 1991    | Hisamitsu Springs |
| 2  | Haruka Miyashita | P     | 1º settembre 1994 | Okayama Seagulls  |
| 3  | Saori Kimura     | S     | 19 agosto 1986    | Toray Arrows      |
| 5  | Arisa Satō       | L     | 18 luglio 1989    | Hitachi Rivale    |
| 6  | Yurie Nabeya     | S     | 15 dicembre 1993  | Denso Airybees    |
| 7  | Mai Yamaguchi    | S     | 3 luglio 1983     | Okayama Seagulls  |
| 8  | Sarina Koga      | S     | 21 maggio 1996    | NEC Red Rockets   |
| 9  | Haruyo Shimamura | C     | 4 marzo 1992      | NEC Red Rockets   |
| 10 | Aki Maruyama     | L     | 6 ottobre 1990    | Okayama Seagulls  |
| 11 | Erika Araki      | C     | 3 agosto 1984     | Ageo Medics       |
| 12 | Yuki Ishii       | S     | 8 maggio 1991     | Hisamitsu Springs |
| 16 | Saori Sakoda     | S     | 18 dicembre 1987  | Toray Arrows      |
| 18 | Kotoki Zayasu    | L     | 11 gennaio 1990   | Hisamitsu Springs |
| 20 | Kanami Tashiro   | P     | 25 marzo 1991     | Toray Arrows      |

## Italia
| N° | Nome                 | Ruolo | Data di nascita  | Squadra       |
| -- | -------------------- | ----- | ---------------- | ------------- |
| -  | Marco Bonitta        | All   | 5 settembre 1963 | Club Italia   |
| 1  | Serena Ortolani      | S/O   | 7 gennaio 1987   | Imoco         |
| 2  | Ofelia Malinov       | P     | 29 febbraio 1996 | Club Italia   |
| 4  | Alessia Orro         | P     | 18 luglio 1998   | Club Italia   |
| 6  | Monica De Gennaro    | L     | 8 gennaio 1987   | Imoco         |
| 7  | Martina Guiggi       | C     | 1º maggio 1984   | AGIL          |
| 8  | Alessia Gennari      | S     | 3 novembre 1991  | Bergamo       |
| 9  | Nadia Centoni        | S/O   | 19 giugno 1981   | Galatasaray   |
| 11 | Cristina Chirichella | C     | 10 febbraio 1994 | AGIL          |
| 12 | Francesca Piccinini  | S     | 10 gennaio 1979  | Casalmaggiore |
| 15 | Antonella Del Core   | S     | 5 novembre 1980  | Dinamo-Kazan  |
| 16 | Myriam Sylla         | S     | 8 gennaio 1995   | Bergamo       |
| 18 | Paola Egonu          | S/O   | 18 dicembre 1998 | Club Italia   |
| 19 | Immacolata Sirressi  | L     | 19 maggio 1990   | Casalmaggiore |
| 20 | Anna Danesi          | C     | 20 aprile 1996   | Club Italia   |

## Kazakistan
| N° | Nome                | Ruolo | Data di nascita   | Squadra   |
| -- | ------------------- | ----- | ----------------- | --------- |
| -  | Shapran Vyacheslav  | All   | -                 | -         |
| 1  | Tatyana Fendrikova  | L     | 23 febbraio 1990  | Žetysu    |
| 2  | Lyudmila Issayeva   | C     | 26 settembre 1989 | Žetysu    |
| 3  | Diana Kavtorina     | L     | 30 dicembre 1992  | Irtyš     |
| 4  | Yekaterina Zhdanova | S/O   | 28 maggio 1992    | Karaganda |
| 6  | Natalya Akilova     | P     | 31 maggio 1993    | Karaganda |
| 7  | Zarina Sitkazinova  | S     | 20 marzo 1993     | Astana    |
| 8  | Inna German         | C     | 17 gennaio 1983   | Karaganda |
| 9  | Irina Lukomskaya    | P     | 19 marzo 1991     | Altay     |
| 10 | Irina Shenberger    | S/O   | 20 febbraio 1992  | Astana    |
| 11 | Katerina Tatko      | S     | 15 gennaio 1992   | Žetysu    |
| 13 | Radmila Beresneva   | S     | 6 giugno 1983     | Irtyš     |
| 14 | Antonina Rubtsova   | C     | 30 dicembre 1984  | Irtyš     |
| 18 | Kristina Anikonova  | S/O   | 5 gennaio 1991    | Altay     |
| 19 | Lyudmila Anarbayeva | C     | 12 novembre 1983  | Žetysu    |

## Paesi Bassi
| N° | Nome               | Ruolo | Data di nascita   | Squadra            |
| -- | ------------------ | ----- | ----------------- | ------------------ |
| -  | Giovanni Guidetti  | All   | 20 settembre 1982 | VakıfBank          |
| 1  | Kirsten Knip       | L     | 14 settembre 1992 | Vilsbiburg         |
| 2  | Femke Stoltenborg  | P     | 30 luglio 1991    | MTV Stoccarda      |
| 3  | Yvon Beliën        | C     | 28 dicembre 1993  | River              |
| 4  | Celeste Plak       | S/O   | 26 ottobre 1995   | Bergamo            |
| 5  | Robin de Kruijf    | C     | 5 maggio 1991     | VakıfBank          |
| 6  | Maret Grothues     | S     | 16 settembre 1988 | Atom Trefl Sopot   |
| 7  | Quinta Steenbergen | C     | 2 aprile 1985     | Prostějov          |
| 8  | Judith Pietersen   | C     | 3 luglio 1989     | Savino Del Bene    |
| 9  | Myrthe Schoot      | L     | 29 agosto 1988    | Dresdner           |
| 10 | Lonneke Slöetjes   | S/O   | 15 novembre 1990  | VakıfBank          |
| 11 | Anne Buijs         | S     | 2 dicembre 1991   | VakıfBank          |
| 14 | Laura Dijkema      | P     | 18 febbraio 1990  | Dresdner           |
| 16 | Debby Stam         | L     | 24 luglio 1984    | Le Cannet          |
| 22 | Nicole Koolhaas    | C     | 31 gennaio 1991   | Franches-Montagnes |

## Perù
| N° | Nome               | Ruolo | Data di nascita  | Squadra           |
| -- | ------------------ | ----- | ---------------- | ----------------- |
| -  | Mauro Marasciulo   | All   | 21 agosto 1962   | -                 |
| 2  | Mirtha Uribe       | C     | 12 marzo 1985    | Deportivo Jaamsa  |
| 3  | Carla Rueda        | S     | 19 aprile 1990   | Golem             |
| 4  | Alexandra Machado  | C     | 28 febbraio 1995 | Regatas Lima      |
| 5  | Vanessa Palacios   | L     | 3 luglio 1984    | César Vallejo     |
| 6  | Alexandra Muñoz    | P     | 16 agosto 1992   | Deportivo Géminis |
| 7  | Susan Egoavil      | L     | 16 gennaio 1988  | Sporting Cristal  |
| 8  | Maguilaura Frías   | S/O   | 28 maggio 1997   | San Martín        |
| 9  | Katherine Regalado | S/O   | 11 marzo 1998    | Alianza Lima      |
| 11 | Clarivett Yllescas | C     | 11 agosto 1993   | César Vallejo     |
| 12 | Ángela Leyva       | S/O   | 22 novembre 1996 | San Martín        |
| 13 | Shiamara Almeida   | P     | 19 febbraio 1996 | Sporting Cristal  |
| 14 | Andrea Urrutia     | C     | 31 maggio 1997   | -                 |
| 15 | Hilary Palma       | S     | 5 gennaio 1997   | Sporting Cristal  |
| 18 | Coraima Gómez      | C     | 9 agosto 1996    | Alianza Lima      |

## Rep. Dominicana
| N° | Nome                | Ruolo | Data di nascita   | Squadra         |
| -- | ------------------- | ----- | ----------------- | --------------- |
| -  | Marcos Kwiek        | All   | 18 luglio 1967    | -               |
| 1  | Annerys Vargas      | C     | 7 agosto 1981     | -               |
| 2  | Winifer Fernández   | L     | 6 gennaio 1995    | -               |
| 3  | Lisvel Eve          | C     | 10 settembre 1991 | Mirador         |
| 5  | Brenda Castillo     | L     | 5 giugno 1992     | Lokomotiv Baku  |
| 6  | Camil Domínguez     | P     | 7 dicembre 1991   | Mirador         |
| 7  | Niverka Marte       | P     | 19 ottobre 1990   | Le Cannet       |
| 8  | Cándida Arias       | C     | 11 marzo 1992     | Savino Del Bene |
| 14 | Prisilla Rivera     | S/O   | 29 dicembre 1984  | Neruda          |
| 16 | Yonkaira Peña       | S     | 10 maggio 1993    | Chemik Police   |
| 17 | Gina Mambrú         | S/O   | 21 gennaio 1986   | Neruda          |
| 18 | Bethania de la Cruz | S     | 13 maggio 1987    | -               |
| 19 | Ana Binet           | L     | 9 febbraio 1992   | -               |
| 20 | Brayelin Martínez   | S/O   | 11 settembre 1996 | Neruda          |
| 21 | Jineiry Martínez    | C     | 3 dicembre 1997   | Le Cannet       |

## Thailandia
| N° | Nome                         | Ruolo | Data di nascita  | Squadra           |
| -- | ---------------------------- | ----- | ---------------- | ----------------- |
| -  | Kiattipong Radchatagriengkai | All   | 17 luglio 1966   | -                 |
| 1  | Wanna Buakaew                | L     | 2 gennaio 1981   | Azərreyl          |
| 2  | Piyanut Pannoy               | L     | 10 novembre 1989 | Supreme Chonburi  |
| 3  | Pornpun Guedpard             | P     | 5 maggio 1993    | Bangkok Glass     |
| 4  | Thatdao Nuekjang             | C     | 3 febbraio 1994  | Idea Khonkaen     |
| 5  | Pleumjit Thinkaow            | C     | 9 novembre 1983  | Bangkok Glass     |
| 6  | Onuma Sittirak               | S     | 13 giugno 1986   | Nakhon Ratchasima |
| 7  | Hattaya Bamrungsuk           | C     | 12 agosto 1993   | Nakhon Ratchasima |
| 8  | Yupa Sanitklang              | L     | 14 agosto 1991   | Nakhon Ratchasima |
| 10 | Wilavan Apinyapong           | S     | 6 giugno 1984    | Supreme Chonburi  |
| 12 | Pimpichaya Kokram            | S/O   | 16 giugno 1998   | Nakornnonthaburi  |
| 13 | Nootsara Tomkom              | P     | 7 luglio 1985    | Azərreyl          |
| 15 | Malika Kanthong              | S/O   | 8 gennaio 1987   | Azəryol           |
| 18 | Ajcharaporn Kongyot          | S     | 18 giugno 1995   | Supreme Chonburi  |
| 19 | Chatchu-on Moksri            | S     | 6 novembre 1999  | Nakornnonthaburi  |